# Baixtànivka
Baixtànivka (en (ucraïnès): Баштанівка) és un poble de la República Autònoma de Crimea a Ucraïna, que el 2014 tenia 212 habitants. Pertany al districte de Bakhtxissarai. Fins al 1945 la vila es deia Pitxkí.

## Població
Segons les dades del 2001 la composició de la població de la vila de Baixtànovka d'acord amb la llengua que empren és la següent:
| Llengua  | Percentatge |
| -------- | ----------- |
| Tàtar    | 63          |
| Rus      | 32,25       |
| Ucraïnès | 2,5         |
| Altres   | 1           |